# Calligrapha ignota
Espèce
Synonymes
- Calligrapha (Calligrapha) ignota Brown[1]

Calligrapha ignota est une espèce de coléoptères phytophages de la famille des Chrysomelidae, originaire du Sud-Ouest de l'Amérique du Nord.

## Systématique
L'espèce Calligrapha ignota a été décrite en 1940 par l'entomologiste canadien Williamson James Brown (d) (1902–1977).

## Description
Sa livrée est blanc rosâtre, à macules noires et variables. Ses antennes comptent onze petits articles brun orangeâtre. Ses élytres sont ornés au centre d'une large macule noire, aux flancs ornés d'une large macule à deux lobes allongés. La pointe apicale présente de nombreux points. Une fois les élytres fermés, la partie supérieure des élytres affiche cinq lobes arrondis. Ses pattes sont brun vermillon, la plante du tarse blanchâtre.

## Alimentation
Il se nourrit notamment du Bouleau.